# بلنت

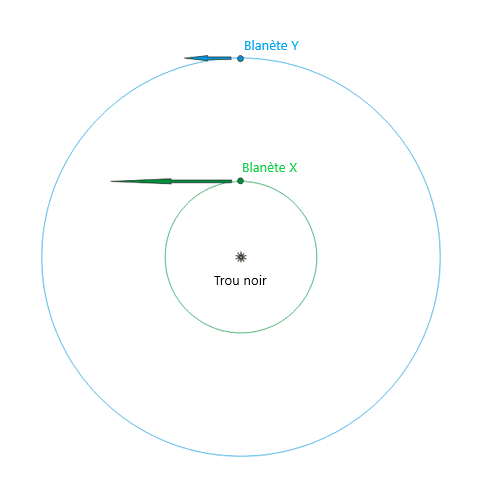
نمایی از یک‌نمودار سیستمی، متشکل از سیاهچاله و بلنت‌هایی‌که به دور آن می‌چرخند.

بلنت عضوی از یک طبقه‌بندی فرضی سیارات فراخورشیدی است که به دور سیاهچاله‌ها می‌چرخند. 
بلنت‌ها در اصل مانند سیارات هستند. آن‌ها درست مشابه سیاراتی که به دور ستاره‌ها می‌چرخند، به اندازۀ کافی جرم دارند که توسط گرانش خود به شکل گرد درآیند، اما آن‌قدر جرم ندارند که بتوانند همجوشی گرما-هسته‌ای را آغاز کنند. در سال ۲۰۱۹، تیمی از ستاره‌شناسان و سیاره‌شناسان فراخورشیدی نشان دادند که یک منطقۀ ایمن در اطراف یک سیاه‌چالۀ کلان‌جرم وجود دارد که می‌تواند هزاران بلنت را در مداری اطراف سیاهچاله جای دهد.  

## واژه‌شناسی
نام بلنت تیمی به رهبری کیچی وادا از دانشگاه کاگوشیما در ژاپن به سیاراتی که در مدار سیاه‌چاله می‌چرخند، داده است.  این کلمه نمادی از سیاهچاله و سیاره است.

## تشکیل
تشکیل بلنت‌ها بیش‌تر به قرص برافزایشی نسبت داده می‌شود که به دور یک سیاهچالۀ به اندازۀ کافی بزرگ می‌چرخد.  
در قرص برافزایشی با برخورد ذرات غبار و چسبیدن آن‌ها به یکدیگر، توده‌های بزرگتری شکل می‌گیرند که هنگام چرخش دور ستاره، گرد و غبار بیشتری را جمع می‌کنند و در نهایت، به اندازه‌ای بزرگ می‌شوند که یک سیاره ایجاد می‌شود.
اطراف سیاهچاله‌های کلان‌جرم هم فرآیند مشابهی روی می‌دهد. ابرهای عظیمی از غبار و گاز این سیاهچاله‌ها را دربر گرفته‌اند که شباهت‌هایی به قرص پیش‌سیاره‌ای اطراف ستاره‌های جوان دارند. هنگام چرخش این ابر پیرامون سیاهچاله، ذرات غبار با هم برخورد می‌کنند و توده‌های بزرگتری را شکل می‌دهند که در نهایت به بلنت تبدیل می‌شوند.

## در داستان‌ها
در میان‌ستاره ای (2014)، سه سیارۀ سنگی که به دور سیاهچالۀ ابرپرجرم گارگوانتوا  می‌چرخند، بلنت هستند.